# Jean-Claude Fignolé
Pour les articles homonymes, voir Fignolé.
Jean-Claude Fignolé, né le 24 mai 1941 à Jérémie (Haïti) et mort le 11 juillet 2017 à 76 ans, est un écrivain et une figure emblématique de la littérature haïtien.

## Biographie
Né en mai 1941 à Jérémie, Jean-Claude Fignolé a fait des études de droit, d’agronomie et d’économie. Puis il est critique d'art, critique littéraire, journaliste et enseignant. 
Il devient l'un des fondateurs du mouvement littéraire appelé spiralisme en collaboration avec Frankétienne et René Philoctète.
Dans les années 1980, il apporte un soutien essentiel aux habitants de la ville des Abricots, à proximité de Jérémie, dans la Grand'Anse. Père de trois enfants, Jean-Claude Fignolé est maire de la commune des Abricots de 2007 à 2009. Il assiste les habitants dans un travail de développement de toute nécessité (reboisement, éducation, santé, constructions routières, agriculture) afin de freiner l'exode rural prépondérant en Haïti.
Épargnée par le séisme du 12 janvier 2010, la ville des Abricots a dû accueillir plusieurs milliers de rescapés qui ont fui la capitale.
Jean-Claude Fignolé abandonne sa plume pour se consacrer entièrement à cette cause.
Il meurt le 11 juillet 2017 à 76 ans à Port-au-Prince,.

## Ouvrages
- Etzer Vilaire, ce méconnu, Port-au-Prince, Imprimerie Centrale, 1970.
- Pour une poésie de l'authentique et du solidaire  « ces îles qui marchent » de René Philoctète, Port-au-Prince, éd. Fardin, 1971.
- Gouverneurs de la rosée : hypothèses de travail dans une perspective spiraliste, Port-au-Prince, éd. Fardin, 1974.
- Vœu de voyage et intention romanesque, Port-au-Prince, Fardin, 1978.
- Les Possédés de la pleine lune, Paris, Seuil, 1987.
- Aube tranquille, Paris, Seuil, 1990. - rééd. La Roque d’Anthéron, Éditions Vents d’ailleurs, 2013
- Hofuku, Port-au-Prince, éd. Mémoire, 1993.
- La Dernière Goutte d'homme, Montréal, Regain/CIDIHCA, 1999.
- Moi, Toussaint Louverture... avec la plume complice de l'auteur, Montréal, Plume & Encre, 2004.
- Faux Bourdons, in Paradis Brisé : nouvelles des Caraïbes, Paris, Hoëbeke, coll. « Étonnants voyageurs », 2004, p. 87-131.
- Le Voleur de vent, in Nouvelles d'Haïti (collectif), Paris, Magellan & Cie, 2007, p. 37-52.
- Une heure avant l'éternité, extrait de : Une journée haïtienne, textes réunis par Thomas C. Spear, Montréal, Mémoire d'encrier / Paris, Présence africaine, 2007, p. 179-184.
- Une heure pour l'éternité, Paris, éd. Sabine Wespieser, 2008[5].